# Eublepharis macularius
O Eublepharis macularius, conhecido vulgarmente por Lagartixa-leopardo, osga-leopardo, ou geco-leopardo (ou leopard gecko, em inglês) é um réptil pertencente à família Gekkonidae. Esse réptil, originário do Oriente Médio (Paquistão, Afeganistão e Irã) e da Índia mede aproximadamente 22 centímetros, podendo alcançar os 27 centímetros e alimenta-se de insetos, como baratas , grilos e tenébrios. Apresenta manchas amarelas, roxas, azuis e pretas na pele, fazendo com que cada membro da espécie seja único.
Este lagarto terrestre encontra-se normalmente nas áreas desérticas e montanhosas do Paquistão, oeste da Índia e Afeganistão. Tem entre 1 e 2 ovos por cada postura (Durante o período de reprodução, uma fêmea pode realizar até 5 posturas), acabando por eclodir ao fim de 42 a 84 dias de incubação. Tem um período de vida estimado de aproximadamente 15 anos na natura, já em cativeiro pode passar dos 15, atingindo até 20 anos.

## Características
É um animal carnívoro.
o gecko-leopardo tem esse nome, porque sua coloração selvagem quando adulto (No padrão selvagem) é, normalmente creme amarelado com bolas e listras pretas. No entanto, a seleção artificial feita em cativeiro, deu origem a um grande número de variedades e esquemas de cor, distintas dos padrões selvagens. Algumas destas incluem: Amarelo forte(High Yellow), laranja(Tangerine), listrado(Striped), sem padrão (patternless, sem manchas ou listras), lavanda(Lavander), e amelanístico (sem pigmentação preta nas marcas).